# Oceola (Ohio)
Oceola é um lugar designado pelo censo localizado no condado de Crawford no estado estadounidense de Ohio. No Censo de 2010 tinha uma população de 190 habitantes e uma densidade populacional de 146,43 pessoas por km².

## Geografia
Oceola encontra-se localizado nas coordenadas 40° 50′ 39″ N, 83° 05′ 41″ O. Segundo o Departamento do Censo dos Estados Unidos, Oceola tem uma superfície total de 1.3 km², da qual 1.3 km² correspondem a terra firme e (0%) 0 km² é água.

## Demografia
Segundo o censo de 2010, tinha 190 pessoas residindo em Oceola. A densidade populacional era de 146,43 hab./km². Dos 190 habitantes, Oceola estava composto pelo 98.95% brancos, o 0% eram afroamericanos, o 0.53% eram amerindios, o 0% eram asiáticos, o 0% eram insulares do Pacífico, o 0.53% eram de outras raças e o 0% pertenciam a duas ou mais raças. Do total da população o 2.11% eram hispanos ou latinos de qualquer raça.